# NGC 7187
NGC 7187 is een lensvormig sterrenstelsel in het sterrenbeeld Zuidervis. Het hemelobject werd in 1886 ontdekt door de Amerikaanse astronoom Francis Preserved Leavenworth.

## Synoniemen
- ESO 404-24
- MCG -6-48-18
- AM 2159-330
- PGC 67909